# Dorsal de Gorda
La dorsal de Gorda és un límit divergent de plaques tectòniques situada prop a la costa d'Oregon i al nord del Cap de Mendocino de Califòrnia. S'estén des de la triple cruïlla de la falla de San Andreas i la falla de Mendocino cap al nord en direcció a un altre límit transformant, la falla de Blanco. Al seu est s'hi troba la placa de Gorda, que juntament amb les plaques de Juan de Fuca i de l'Explorador al seu nord, és el que queda de l'antigament vasta placa de Farallon, que ha estat subduïda en gran manera sota la placa nord-americana. Al seu cantó oest s'hi troba la placa del Pacífic.